# Otto von Lauterberg
Otto von Lauterberg, także Otto de Lutterberg, Lutherberg, Luterberch (urodz. ?, zm. po 1335) – komtur wieldządzki w latach 1308–1316, komtur ziemi chełmińskiej w latach 1320–1333, komtur nowomiejski w latach 1334-1335.

## Życiorys
Otto wywodził się z hrabiowskiego rodu Scharzfeld-Lauterberg osiadłej w Dolnej Saksonii. Był krewnym Ottona von Lauterberg mistrza krajowego Inflant zakonu krzyżackiego. 
Otto von Lauterberg do Prus przybył około 1303 roku i początkowo związał się z konwentem w Dzierzgoniu. W roku 1308 objął on urząd komtura Wieldządza i na stałe związał swoje losy z ziemią chełmińską. Po ośmiu latach ustąpił z urzędu, by w roku 1320 przyjąć stanowisko komtura ziemi chełmińskiej. Jak podaje Piotr z Dusburga Otto von Lauterberg w roku 1325 założył w zakolu rzeki Drwęcy miasto o nazwie „Neumark”, dzisiejsze Nowe Miasto Lubawskie. Nowe Miasto Lubawskie stało się stolicą komturii, na czele której stanął Otto von Lauterberg u schyłku swojego życia. 
Otto von Lauterberg był jednym z najaktywniejszych dowódców wojsk krzyżackich podczas wojny polsko-krzyżackiej toczącej się w latach 1327–1332. Stał on na czele oddziałów krzyżackich podczas starć z siłami polskimi pod: Kowalem, Pyzdrami oraz Koninem. Wiosną 1329 roku zdobył gród w Przedczu przy użyciu machin oblężniczych. Chronica nova Prutenica Wiganda z Marburga podaje, że w czasie tych walk zdobył także grody Wyszogród, Raciążek i Nakło nad Notecią. Otto von Lauterberg w 1331 roku odznaczył się dużym talentem dowódczym w bitwie pod Płowcami, gdzie podczas II fazy bitwy uratował wojska krzyżackie od klęski. Wiosną 1332 ponownie stał na czele dużej armii krzyżackiej zdobywając m.in.: Brześć Kujawski, Inowrocław, Raciążek.